# Коваленко Лідія Борисівна
Лі́дія Бори́сівна Ковале́нко (5 травня 1936, Бочечки — 25 січня 1993, Київ) — журналістка-публіцист, громадський діяч, дослідниця Голодомору.

## Біографія
Народилась 5 травня 1936 року в селі Бочечках (нині село Конотопського району Сумської області) в сім'ї вчителів. З 1943 року навчалась в школі у Хорезмській області Узбецької РСР (туди під час радянсько-німецької війни була евакуйована з матір'ю, батько служив у армії). Від 1944 року проживала в Чернігові. В 1953–1958 роках — студентка Київського університету. У 1958–1961 роках — редактор, від грудня 1961 року — кореспондент у Комітеті з радіомовлення і телебачення при РМ УРСР. З 1970 по 23 січня 1993 року працювала в журналі «Ранок», тижневику «Україна», заступником редактора журналу «Людина і світ». 
| меморіальна дошка                          |
| Могила Лідії Коваленко і Володимира Маняка |

З 1981 року мешкала в Києві в будинку № 52 на вулиці Олеся Гончара, на фасаді якого їй з чоловіком, письменником В. Маняком, встановлено гранітну меморіальну дошку.
Разом з чоловіком створювала «Асоціацію дослідників голодомору 1932—1933 років в Україні»; в 1992 році, після трагічної загибелі чоловіка, на установчому з'їзді була обрана головою асоціації.
Автор-упорядник видання «33-й: голод: Народна Книга-Меморіал» (Київ, 1991) — першої пам'ятки людям, замучених Голодомором 1932—1933 років в УСРР, комплексного узагальнюючого документального джерела з проблеми голоду-геноциду, яке об'єднало свідчення очевидців, історичні документи, наукові коментарі, публіцистику, документальне фото, живопис.
Померла 25 січня 1993 року в Києві. Похована на Байковому кладовищі поруч з чоловіком (ділянка № 52а).

## Відзнаки
Лауреат Державної премії України імені Тараса Шевченка (1993, посмертно; за подвижницьку працю з підготовки Книги пам'яті).
Нагороджена орденом княгині Ольги 3-го ступеня (2005, посмертно; за вагомий особистий внесок у дослідження голодоморів в Україні, привернення уваги міжнародної спільноти до визнання голодомору 1932—1933 років актом геноциду українського народу).